# Euterpiodes pienaari
Euterpiodes pienaari är en fjärilsart som beskrevs av William Lucas Distant 1898. Euterpiodes pienaari ingår i släktet Euterpiodes och familjen nattflyn. Inga underarter finns listade i Catalogue of Life.